# Москва (ледокол)
Ледокол «Москва» — дизель-электрический ледокол проекта 21900 заводской номер 601, головное судно в серии. «Москва» представляет собой двухпалубное судно с двумя полноповоротными винторулевыми колонками суммарной мощностью 16 МВт. Корпус судна рассчитан на толщину проходимого льда более одного метра.
Ледокол предназначен для:
- проводки крупнотоннажных танкеров шириной до 50 метров;
- буксировки судов во льдах и на чистой воде;
- перевозки грузов;
- выполнения аварийно-спасательных работ и оказания помощи судам;
- борьбы с разливами нефти и химикатов в открытом море и тушения пожаров.